# 151e division d'infanterie (France)
La 151e division d'infanterie est une division d'infanterie de l'armée de terre française qui a participé à la Première Guerre mondiale.

## Les chefs de la151edivisiond'infanterie
- 29 mars 1915 - 20 mai 1917 : Général Lanquetot
- 20 mai 1917 - 28 mai 1918 : Général des Vallières - Mort pour la France[1]
- 29 mai 1918 - : Général Biesse

## Première Guerre mondiale

### Composition
- Infanterie

293e Régiment d'Infanterie de juin 1915 à novembre 1917 (dissolution)
337e Régiment d'Infanterie de juin 1915 à juin 1916 (dissolution)
403e Régiment d'Infanterie d'avril 1915 à novembre 1918
404e Régiment d'Infanterie d'avril à juin 1915
407e Régiment d'Infanterie de novembre 1917 à novembre 1918
410e Régiment d'Infanterie d'avril 1915 à novembre 1918
411e Régiment d'Infanterie d'avril 1915 à novembre 1918
120e Bataillon de Chasseurs à Pied d'avril à juin 1915
- Cavalerie

1 escadron du 8e régiment de dragons de juin 1915 à janvier 1917
1 escadron du 9e régiment de dragons de juin 1915 à janvier 1917
2 escadrons (puis 1 à partir de juillet 1917) du 2e régiment de chasseurs à cheval de janvier 1917 à novembre 1918
- Artillerie

2 groupes (puis 3 groupes à partir de juillet 1917) de 75 du 28e régiment d'artillerie de campagne de juin 1915 à novembre 1918
1 groupe de 80 du 3e régiment d'artillerie de campagne de janvier 1916 à janvier 1917
1 groupe de 75 du 3e régiment d'artillerie de campagne de janvier à juillet 1917
102e batterie du 28e régiment d'artillerie de campagne de juillet 1915 à janvier 1918
101e batterie du 28e régiment d'artillerie de campagne de janvier à novembre 1918
6e groupe de 155c du 111e régiment d'artillerie lourde de juillet à novembre 1918
- Génie

compagnies 15/25 et 15/7 du 7e régiment du génie
1 bataillon du 7e régiment d'infanterie territoriale d'août à novembre 1918

### Historique
Constitution au camp de Mailly entre le 1er et le 13 avril.

#### 1915
- 13 – 17 avril : transport de la D.I. (réduite à la seule 301e brigade), par V.F., dans la région de Longueau, puis repos dans celle de Querrieu. Le 16 avril, arrivée de la 302e brigade reconstituée.
- 17 avril – 5 août : mouvement vers le front et occupation d'un secteur vers Fricourt et Carnoy :

Guerre de mines au bois Français et à Carnoy ;
10 juillet : attaque locale française sur le bois Français.
19 juillet : attaque locale française sur le bois Allemand.
- 5 – 22 août : retrait du front et repos vers Wailly. À partir du 20 août, transport par V.F. dans la région de Vitry-le-François.
- 22 – 31 août : mouvement vers la région de Sainte-Menehould.
- 31 août – 25 octobre : occupation d'un secteur entre Ville-sur-Tourbe et l'Aisne.

25 septembre : engagée dans la 2e Bataille de Champagne.
- 25 – 31 octobre : retrait du front, et mouvement vers la région de Verrières ; repos.
- 31 octobre – 5 décembre : transport par camions vers le front ; à partir du 3 novembre, occupation d'un secteur vers la cote 196 et les Mamelles, étendu à gauche, le 26 novembre, au nord des Mamelles.
- 5 – 22 décembre : retrait du front et transport par camions vers Saint-Amand-sur-Fion ; repos.
- 22 décembre 1915 – 3 mai 1916 : mouvement vers le front et occupation d'un secteur vers la butte de Souain et la route de Tahure à SommePy, étendu à droite, le 29 février 1916, jusque vers Tahure.

2 février 1916 : coup de main allemand vers la cote 198.

#### 1916
- 3 – 21 mai : retrait du front et repos vers Châlons-sur-Marne.
- 21 mai – 14 juin : transport par camions dans la région de Givry-en-Argonne, puis mouvement vers celle de Verdun. Engagée, à partir du 27 mai, dans la Bataille de Verdun, vers le bois d'Haudraumont et la côte de Froideterre.

1er, 8 et 12 juin : attaques allemandes.
- 14 – 24 juin : retrait du front : repos vers Combles.
- 24 juin – 15 août : transport par camions à Verdun, puis occupation d'un secteur vers Marre et Charny.
- 15 – 21 août : retrait du front ; repos vers Combles, puis transport par V.F. vers la région d'Épernay.
- 21 août 1916 – 18 février 1917 : mouvement vers le nord et occupation d'un secteur vers les Cavaliers de Courcy et les abords est de Reims :

5 novembre : coup de main allemand.
18 décembre : coup de main français.

#### 1917
- 18 février – 10 mars : retrait du front ; mouvement vers la région de Fère-en-Tardenois ; repos et instruction.
- 10 mars – 28 juin : mouvement vers le front et occupation d'un secteur entre Bétheny et les Cavaliers de Courcy, étendu à droite, le 30 mars, jusqu'aux abords est de Reims.

15 avril : Bataille du Chemin des Dames vers les Cavaliers de Courcy :
20, 22 mai et 9 juin : actions locales.
- 28 juin – 17 août : retrait du front ; repos vers Épernay. À partir du 6 juillet, transport par V.F. de la région d'Épernay, dans celle de Noyon ; repos et instruction au camp de Lassigny. À partir du 28 juillet, transport, partie par V.F., partie par camions, dans la région de Fismes ; repos.
- 17 août – 6 septembre : mouvement vers le front, et occupation d'un secteur vers la ferme d'Hurtebise et le plateau des Casemates, étendu à gauche, le 29 août, jusqu'à la ferme de la Creute :

27 août : attaque allemande.
31 août : attaque française à la ferme d'Hurtebise.
- 6 – 30 septembre : retrait du front ; transport par V.F., de Fismes, dans la région Versailles, Saint-Germain-en-Laye : repos.
- 30 septembre – 28 octobre : mouvement par étapes vers Nanteuil-le-Haudouin, par Montmorency, Luzarches, Chantilly et Versigny, puis le 21 octobre, vers Chavigny ; repos et instruction.
- 28 octobre 1917 – 8 janvier 1918 : mouvement vers le front. À partir du 31, occupation d'un secteur vers Chavignon et la ferme Rosay, déplacé à gauche, le 25 novembre, entre le nord de Vaudesson et le bois de Mortier, puis étendu à droite, le 19 décembre, jusqu'au nord de Chavignon.

#### 1918
- 8 janvier – 10 mars : retrait du front, puis travaux vers Ecuiry.
- 10 mars – 27 mai : mouvement vers le front ; occupation d'un secteur vers Quincy-Basse et le bois de Mortier étendu à gauche, le 30 mars, jusque vers Coucy-le-Château. Engagée dans cette région, pendant la 2e Bataille de Picardie :

6, 7 et 8 avril : combats à Folembray, à Coucy-le-Château, à Quincy-Basse et au bois de Mortier ; repli au sud de l'Ailette. Puis organisation et défense d'un secteur vers le bois de Mortier et Pont-Saint-Mard.
- 27 mai – 12 juin : Subit le choc de l'offensive allemande (3e Bataille de l'Aisne) : repli vers Cuisy-en-Almont. À partir du 31 mai, mise en 2e ligne, vers Vic-sur-Aisne. À partir du 5 juin, occupation d'un secteur vers Cœuvres-et-Valsery et Fosse-en-Haut : combats violents, particulièrement le 8 juin.
- 12 juin – 21 juin : retrait du front et occupation d'une 2e position vers Mortefontaine. Le 14 juin, transport vers l'Isle-Adam ; repos.
- 21 juin – 26 août : transport par V.F. en Haute-Alsace ; repos à Morvillars ; à partir du 28 juin, occupation d'un secteur entre la frontière suisse et le canal du Rhône au Rhin (du 25 juillet au 8 août, des éléments américains sont à l'instruction à la 151e DI) :

9 août : front réduit, à gauche, jusque vers Fulleren.
- 26 août – 26 septembre : retrait du front ; repos vers Chèvremont. À partir du 31 août, transport par V.F. dans la région de Revigny ; repos et instruction.

21 septembre : transport par camions dans la région de Cuperly.
- 26 septembre – 10 octobre : engagée, vers Sainte-Marie-à-Py ; dans la Bataille de Somme-Py (Bataille de Champagne et d'Argonne) et son exploitation: progression jusqu'à l'Arnes.
- 10 – 25 octobre : retrait du front ; repos vers Mourmelon-le-Grand, puis, vers Vitry-le-François.
- 25 octobre – 5 novembre : mouvement vers le front ; engagée dans la Bataille de la Serre : combats dans la région de Recouvrance. À partir du 30 octobre, organisation des positions conquises, à l'ouest de Saint-Ferjeux.
- 5 – 9 novembre : engagée dans la Poussée vers la Meuse ; poursuite jusqu'à l'ouest de Charleville.
- 9 – 11 novembre : retrait du front ; se trouve vers Signy-l'Abbaye, lors de l'armistice.

### Rattachements
- Affectation organique : 11e corps d'armée, d'avril 1915 à novembre 1918.

- 2e armée

13 avril – 2 août 1915
20 septembre 1915 – 5 janvier 1916
21 mai – 19 août 1916
31 août – 7 septembre 1918
- 3e armée

6 – 27 juillet 1917
- 4e armée

5 janvier – 21 mai 1916
24 septembre – 12 octobre 1918
- 5e armée

19 août 1916 – 6 juillet 1917
12 octobre – 11 novembre 1918
- 6e armée

2 – 20 août 1915
12 septembre 1917 – 2 juin 1918
- 8e armée

21 juin – 31 août 1918
- 10e armée

27 juillet – 12 septembre 1917
2 – 21 juin 1918
- Groupement Pétain

20 août – 20 septembre 1915